# Crumbana arundineus
Crumbana arundineus är en insektsart som beskrevs av Samuel Ebb Crumb 1915. Crumbana arundineus ingår i släktet Crumbana och familjen dvärgstritar. Inga underarter finns listade i Catalogue of Life.